# Alsarp
Alsarp är en by i Vena socken, Hultsfreds kommun. Byn ligger i kommunens östra delar. Orten finns omskriven redan vid mitten av 1300-talet.[källa behövs]
Inom byns inägor ligger sjön Ålsjön där Smalspårsjärnvägen Hultsfred-Västervik sträcker sig förbi.